# 田基黄属
田基黄属（学名：Grangea）是菊科下的一个属，为草本植物。该属共有6种，分布于热带亚洲和非洲。